# Educación bilingüe intercultural en Guatemala

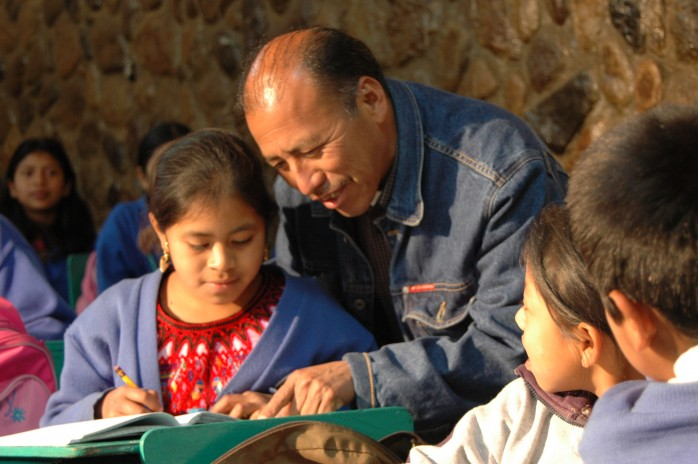
Un maestro enseñándole a una estudiante quiché en una escuela ubicada en Santa Cruz del Quiché, Departamento de Quiché, Guatemala.

La educación bilingüe intercultural en Guatemala se inició como parte de un esfuerzo de reforma educativa del siglo XX destinado a promover la diversidad cultural del país. Los programas fusionan la lengua y la cultura maya con la lengua española y la cultura ladina, un cambio de la política de asimilación de los programas educativos que promueven la alfabetización en español con lo cual se reducen el uso de lenguas indígenas. Durante el siglo XX, la reforma educativa evolucionó desde la castellanización y el Programa de castellanización bilingüe de 1965 hasta el Proyecto Nacional de Educación Bilingüe de 1980. Cada programa tenía como objetivo aumentar la fluidez en español. En 1985, la Constitución legalizó la educación bilingüe y el Ministerio de Educación formó el Programa Nacional de Educación Bilingüe (PRONEBI). PRONEBI se desarrolló a partir del Proyecto Nacional de Educación Bilingüe 1980-1984 y tenía como objetivo brindar educación bilingüe a los niños indígenas rurales.
PRONEBI se diferenció de los programas de educación anteriores al reconocer el valor de la cultura y del idioma maya en la sociedad multicultural y multilingüe de Guatemala, y ha jugado un papel importante en la institucionalización de la educación bilingüe intercultural. En 2005 hubo programas bilingües en quekchí, achiʼ, cachiquel, chortí, pocomam, mam, q'anjob'al, garifuna, mopán, quiché, zutuhil y xinka, y el Plan Estratégico de Educación 2012-2016 del Ministerio de Educación ha vuelto a la educación bilingüe intercultural una prioridad nacional. Los programas de educación bilingüe intercultural en Guatemala han recibido críticas y apoyo de activistas mayas, comunidades indígenas y académicos y activistas internacionales.